# 奧格拉本河
53°53′47″N 13°3′57.65″E / 53.89639°N 13.0660139°E

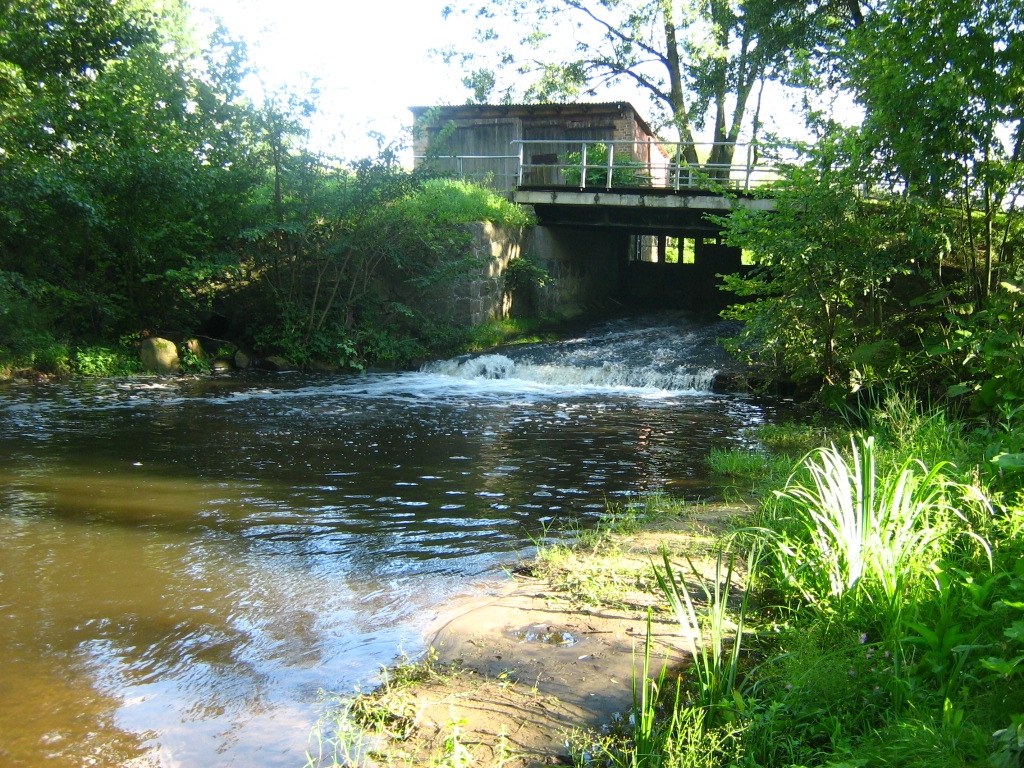
奧格拉本河

奧格拉本河（德語：Augraben），是德國的河流，位於該國東北部，由梅克倫堡-前波美拉尼亞州負責管轄，屬於托倫瑟河的支流，發源自里策羅附近，河口處在錫登布林措。